# Leichtathletik-Europameisterschaften 1954/110 m Hürden der Männer

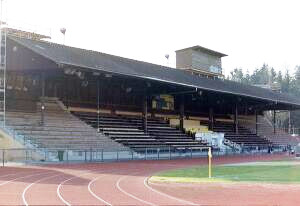
Tribüne des Stadions Neufeld in Bern

Der 110-Meter-Hürdenlauf der Männer bei den Leichtathletik-Europameisterschaften 1954 wurde am 25., 26. und 29. August 1954 im Stadion Neufeld in Bern ausgetragen.
Europameister wurde der sowjetische Läufer Jewgeni Bulantschik. Der Brite Jack Parker gewann die Silbermedaille. Bronze ging an den Deutschen Bert Steines.

## Bestehende Rekorde
| Weltrekord           | 13,5 s | Dick Attlesey | Helsinki, Finnland   | 10. Juli 1950      |
| Europarekord         | 14,0 s | Håkan Lidman  | Mailand, Italien     | 22. September 1940 |
| Meisterschaftsrekord | 14,3 s | Don Finlay    | EM Paris, Frankreich | 4. September 1938  |

Der seit 1938 bestehende EM-Rekord wurde auch bei diesen Europameisterschaften nicht erreicht.

## Vorrunde
25. August 1954, 17:15 Uhr
Die Vorrunde wurde in vier Läufen durchgeführt. Die ersten drei Athleten pro Lauf – hellblau unterlegt – qualifizierten sich für das Halbfinale.

### Vorlauf 1
| Platz | Name                | Nation       | Zeit (s) |
| ----- | ------------------- | ------------ | -------- |
| 1     | Jewgeni Bulantschik | Sowjetunion  | 14,7     |
| 2     | Olivier Bernard     | Schweiz      | 15,0     |
| 3     | Ioannis Kambadelis  | Griechenland | 15,2     |
| 4     | Kenneth Johanson    | Schweden     | 15,5     |

### Vorlauf 2
| Platz | Name            | Nation         | Zeit (s) |
| ----- | --------------- | -------------- | -------- |
| 1     | Stanko Lorger   | Jugoslawien    | 14,5     |
| 2     | Jack Parker     | Großbritannien | 14,7     |
| 3     | Bert Steines    | BR Deutschland | 14,9     |
| 4     | Jan Borgersen   | Norwegen       | 14,9     |
| 5     | Mustafa Batman  | Türkei         | 15,4     |
| 6     | Pierre Bultiauw | Belgien        | 15,6     |

### Vorlauf 3
| Platz | Name              | Nation         | Zeit (s) |
| ----- | ----------------- | -------------- | -------- |
| 1     | Peter Hildreth    | Großbritannien | 14,8     |
| 2     | Ion Opriș         | Rumänien       | 14,8     |
| 3     | Eamonn Kinsella   | Irland         | 14,9     |
| 4     | Edmond Roudnitska | Frankreich     | 14,9     |
| 5     | Hans Muchitsch    | Österreich     | 15,2     |
| 6     | Paul Pfenninger   | Schweiz        | 15,3     |

### Vorlauf 4
| Platz | Name                 | Nation           | Zeit (s) |
| ----- | -------------------- | ---------------- | -------- |
| 1     | Boris Stoljarow      | Sowjetunion      | 14,7     |
| 2     | Tor Olsen            | Norwegen         | 14,8     |
| 3     | Jacques Dohen        | Frankreich       | 14,9     |
| 4     | Alois Krul           | Tschechoslowakei | 14,9     |
| 5     | Willi Slabbers       | Belgien          | 15,5     |
| 6     | Friedrich Zimmermann | Österreich       | 15,9     |

## Halbfinale
26. August 1954, 18:00 Uhr
In den beiden Halbfinalläufen qualifizierten sich die jeweils ersten drei Athleten – hellblau unterlegt – für das Finale.

### Lauf 1
| Platz | Name               | Nation         | Zeit (s) |
| ----- | ------------------ | -------------- | -------- |
| 1     | Stanko Lorger      | Jugoslawien    | 14,5     |
| 2     | Bert Steines       | BR Deutschland | 14,6     |
| 3     | Eamonn Kinsella    | Irland         | 14,7     |
| 4     | Boris Stoljarow    | Sowjetunion    | 14,7     |
| 5     | Peter Hildreth     | Großbritannien | 14,7     |
| 6     | Ioannis Kambadelis | Griechenland   | 15,5     |

### Lauf 2
| Platz | Name                | Nation         | Zeit (s) |
| ----- | ------------------- | -------------- | -------- |
| 1     | Jewgeni Bulantschik | Sowjetunion    | 14,6     |
| 2     | Ion Opriș           | Rumänien       | 14,8     |
| 3     | Jack Parker         | Großbritannien | 14,8     |
| 4     | Olivier Bernard     | Schweiz        | 14,8     |
| 5     | Jacques Dohen       | Frankreich     | 15,0     |
| DNS   | Tor Olsen           | Norwegen       |          |

## Finale

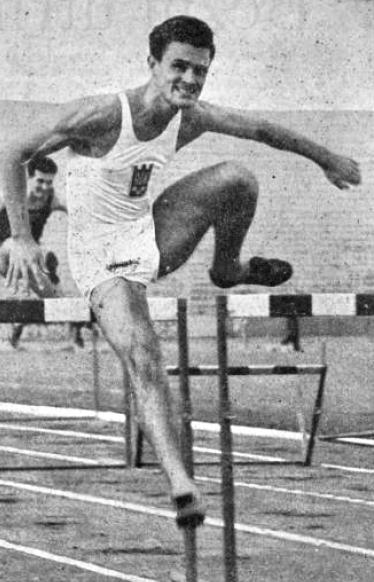
Stanko Lorger belegte im Finale Rang vier

29. August 1954
| Platz | Name                | Nation         | Zeit (s) |
| ----- | ------------------- | -------------- | -------- |
| 1     | Jewgeni Bulantschik | Sowjetunion    | 14,4     |
| 2     | Jack Parker         | Großbritannien | 14,6     |
| 3     | Bert Steines        | BR Deutschland | 14,7     |
| 4     | Stanko Lorger       | Jugoslawien    | 14,7     |
| 5     | Eamonn Kinsella     | Irland         | 14,7     |
| 6     | Ion Opriș           | Rumänien       | 15,1     |